# Ácido lesquerólico
El ácido lesquerólico es un ácido hidroxicarboxílico que se encuentra de forma natural en Paysonia lasiocarpa y otras especies de Paysonia y Physaria. Este compuesto tiene la configuración R en el estereocentro que contiene el alcohol y la configuración Z en la olefina. El ácido lesquerólico es químicamente similar al ácido ricinoleico, pero con dos carbonos adicionales en el extremo carboxilo de la cadena de carbono. El ácido lesquerólico, junto con otros ácidos grasos hidroxílicos, tiene importantes usos industriales, incluida la fabricación de resinas, ceras, nailon y plásticos.